# Vannes OC
Vannes Olympique Club – francuski klub piłkarski mający siedzibę w mieście Vannes, leżącym w Bretanii.

## Historia
Klub został założony w 1998 roku. W 2005 roku osiągnął pierwszy sukces, którym było wygranie ligi Championnat de France Amateur (szczebel IV ligi). W 2007 roku Vannes dotarł do ćwierćfinału Pucharu Francji i odpadł po porażce 0:5 z Olympique Marsylia. W 2008 roku klub został mistrzem Championnat National (III ligi) i pierwszy raz w historii awansował do Ligue 2. W 2009 roku wystąpił w finale Pucharu Ligi Francuskiej i przegrał w nim 0:4 z Girondins Bordeaux. W sezonie 2010/2011 klub spadł do Championnat National po zajęciu 18 miejsca w Ligue 2.

## Występy w lidze
| Liga                 | Poziom | Lata                 |
| -------------------- | ------ | -------------------- |
| Ligue 2              | II     | 2008–2011            |
| Championnat National | III    | 2005–2008, 2011–2014 |

## Sukcesy
- Championnat National:

mistrzostwo (1): 2008
- CFA:

mistrzostwo (1): 2005
- Puchar Ligi Francuskiej:

finalista (1): 2009
- Puchar Francji:

ćwierćfinalista (1): 2007

## Reprezentanci kraju grający w klubie
- Moustapha Agnidé
- Fabrice Do Marcolino
- Adolphe Mvoulé Nzé
- Stéphane Auvray
- Valéry Mézague
- Gérard Gnanhouan